# Romanosoma birtei
Romanosoma birtei är en mångfotingart som beskrevs av Ceuca 1967. Romanosoma birtei ingår i släktet Romanosoma och familjen Haaseidae. Inga underarter finns listade i Catalogue of Life.